# Torà
|  | Per a altres significats, vegeu «Torà (desambiguació)». |

Torà és una vila i municipi situat al centre sud de la comarca administrativa del Solsonès; limitant al nord amb Llobera, a l'est amb Pinós, i a l'oest amb Biosca. L'any 1968 va quedar annexionat a Torà el territori del terme de Llanera.
El terme municipal comprèn tota la vall de la riera de Llanera fins a la seva confluència amb el riu Llobregós. El relleu és força accidentat, amb elevacions suaus que van des dels 430 m fins als 850 m.
El 21 de març de 2023 va entrar en vigor el canvi d'adscripció comarcal i veguerial pel qual Torà va segregar-se de la Segarra i s'incorporava al Solsonès.

## Història
El 1006, durant una ràtzia musulmana, fou l'escenari d'una batalla en la qual Ramon Borrell, Bernat Tallaferro, Guifré II de Cerdanya i Ermengol I d'Urgell van derrotar l'exèrcit d'Abd al-Malik al-Muzaffar, fill del recentment mort hàjib Almansor.

## Geografia urbana
El terme municipal de Torà el conformen un nucli urbà principal i 7 entitats més de població: ⁣Cellers, Claret, Fontanet, Llanera, Sant Serni, Vallferosa i l'Aguda.
Torà es comunica al sud amb Ivorra per la carretera LV-3003 que es perllonga fins a Portell per desembocar en la N-141a a l'alçada de Sant Ramon. Cap al sud-est, la C-1412 connecta el nucli urbà amb Castellfollit de Riubregós i s'estén fins a Calaf on enllaça amb la C-25 coneguda popularment com a l'Eix Transversal. La mateixa carretera segueix pel nord-oest fins a Ponts passant per Biosca i Sanaüja. Al nord, la LV-3005 connecta Torà amb Cardona mitjançant el pas per Ardèvol i Su. El 10 de març de 2010 l'ajuntament va votar deixar la comarca de la Segarra i incloure's a la del Solsonès.

## Etimologia
De les diferents hipòtesis de l'etimologia de Torà, els científics experts en la matèria solen acudir al llatí, on trobem la paraula taurus que significa toro i que amb el seu sufix declinatiu es convertiria en Tauranum, que es podria catalanitzar com torar, amb r final, i traduït com lloc on hi ha toros. L'etimologia llatina és de les preferides pels experts en la matèria i és en principi l'adoptada pels habitants de Torà, amb un toro a l'emblema municipal. Cal assenyalar que els romans fundaren un Tauranum a la Panònia (Sèrbia), situada prop de la capital Belgrad. L'antic poble de Tauranum és conegut actualment com a Selim.
Altres hipòtesis recorren al mot àrab torat, que significa terra de riquesa. El filòleg Joan Coromines, parla de tora, amb accent pla, que en una de les accepcions és coneguda també com a herba del toro, en alemany Stierkraut, perquè quan les vaques en mengen s'exciten sexualment i van a cercar el brau. Aquesta planta sembla també figurar a l'escut de Torà representada amb un toro davant l'herba. Altres significats de torà són turó, terra al·luvió i herba verinosa del gènere Aconitum. Posteriorment, aquest mateix autor analitzava a la seva obra Onomasticon Cataloniae, la toponímia de Torà com una derivació del llatí tauranum, però amb l'inconvenient que l'evolució d'aquesta sèrie de noms arranca d'una base llatina acabada en ianum i el resultat seria Torià. Per aquest motiu, l'autor, analitza la idea que Torà tingui una arrel etimològica preromana. Partint de la idea que el Riubregós és un afluent important del Segre i que el gran riu Tarn, a l'Occitània, rebé el nom del déu cèltic del Tro, Coromines considera la possibilitat que Torà signifiqui el retrò d'un riu estimbant-se a les altes gorges. Aquest seria també el significat de Riubregós, riu de brega.

## Geografia
- Llista de topònims de Torà (Orografia: muntanyes, serres, collades, indrets…; hidrografia: rius, fonts...; edificis: cases, masies, esglésies, etc.)

El municipi de Torà ocupa una superfície de 93,31 km²; limita al nord amb els municipis de Llobera i Pinós, al sud amb l'enclavament d'Enfesta de La Molsosa, Castellfollit de Riubregós, Ivorra i Sant Guim de la Plana, i a l'oest amb Massoteres i Biosca. L'actual municipi és fruit de la unió dels antics termes de Torà i Llanera l'any 1968. L'antic terme de Torà, era de reduïdes dimensions (18,0 km²), s'estenia al voltant de la vila de Torà, al llarg d'una plana de fort caràcter agrícola, formada per la unió de les valls del Llobregós, la riera de Cellers i la riera de Llanera. La serra de Sant Donat i de l'Aguda separaven l'antic terme de Torà del de Llanera, aquest últim situat al nord d'aquestes serres. El sector de l'antic terme de Llanera, per contra, és més accidentat que el de Torà, solcat per diferents rieres com la de Llanera, Cellers i el barranc de Figuerola entre d'altres, amb menys ocupació agrícola del territori i és on hi trobem les principals elevacions del municipi com per exemple la Serra de Sant Salvador amb el turó homònim de 846 metres. Altres serres que creuen aquesta contrada són la serra de Claret (688 m) i la de Cellers (amb elevacions de fins a 660 m). A diferència de Torà on la població es concentrava a la vila i a l'Aguda, l'antic terme de Llanera té una població molt disseminada i està format per 6 nuclis de població: Cellers, Claret, Fontanet, Llanera, Sant Serni i Vallferosa.
| Biosca                | Llobera | Pinós                      |
| Massoteres            |         |                            |
| Sant Guim de la Plana | Ivorra  | Castellfollit de Riubregós |

## Arquitectura civil

### Plaça de la Font
La plaça de la Font, és un dels centres neuràlgics de Torà. Al llarg de la història ha canviat en diverses ocasions de nom. Amb motiu de la visita del monarca Alfons XIII, l'any 1907 després d'uns forts aiguats que van inundar la plaça i posar fi a la vida d'una veïna, va passar a anomenar-se plaça d'Alfons XIII. Durant la República canvià a plaça de la República, i posteriorment, en acabar la Guerra Civil tornà a anomenar-se com el monarca. Als anys vuitanta tornà al nom primigeni plaça de la Font. En l'actualitat encara es conserven els indicatius amb els noms de plaça de la República i d'Alfons XIII.
La plaça està presidida per la Font de la Vila que data de 1608 una edificació rectangular, que amaga l'aljub, i coberta a doble vessant de lloses. El frontal està protegit per un porxo amb un gran arc de mig punt. El mur dret té adossada una pica subdividida en tres compartiments que servia per rentar la verdura. També s'hi observa una torreta de totxo, construïda posteriorment, amb la finalitat d'airejar l'aigua d'entrada. A la part esquerra s'adossen quatre piques que servien d'abeurador d'animals. La part del darrere és ocupada per un gran safareig amb les lloses inclinades per rentar la roba.

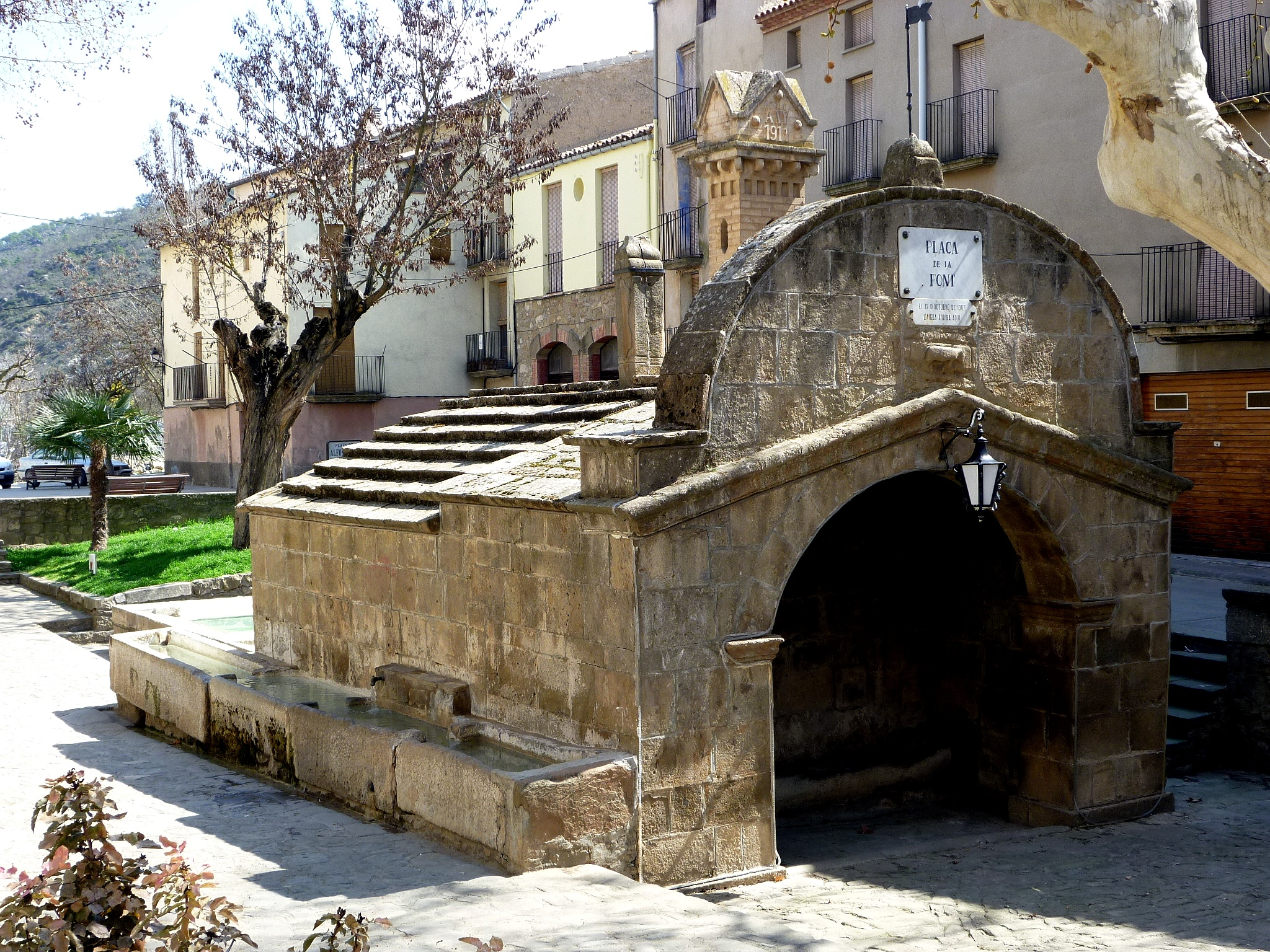
Plaça de la Font

A la placa frontal s'hi pot veure la llegenda el 12 d'octubre de 1907 l'aigua arribà aquí que fa referència al nivell que assolí l'aigua del riu Llanera després dels forts aiguats de l'any 1907.

### Plaça del Vall

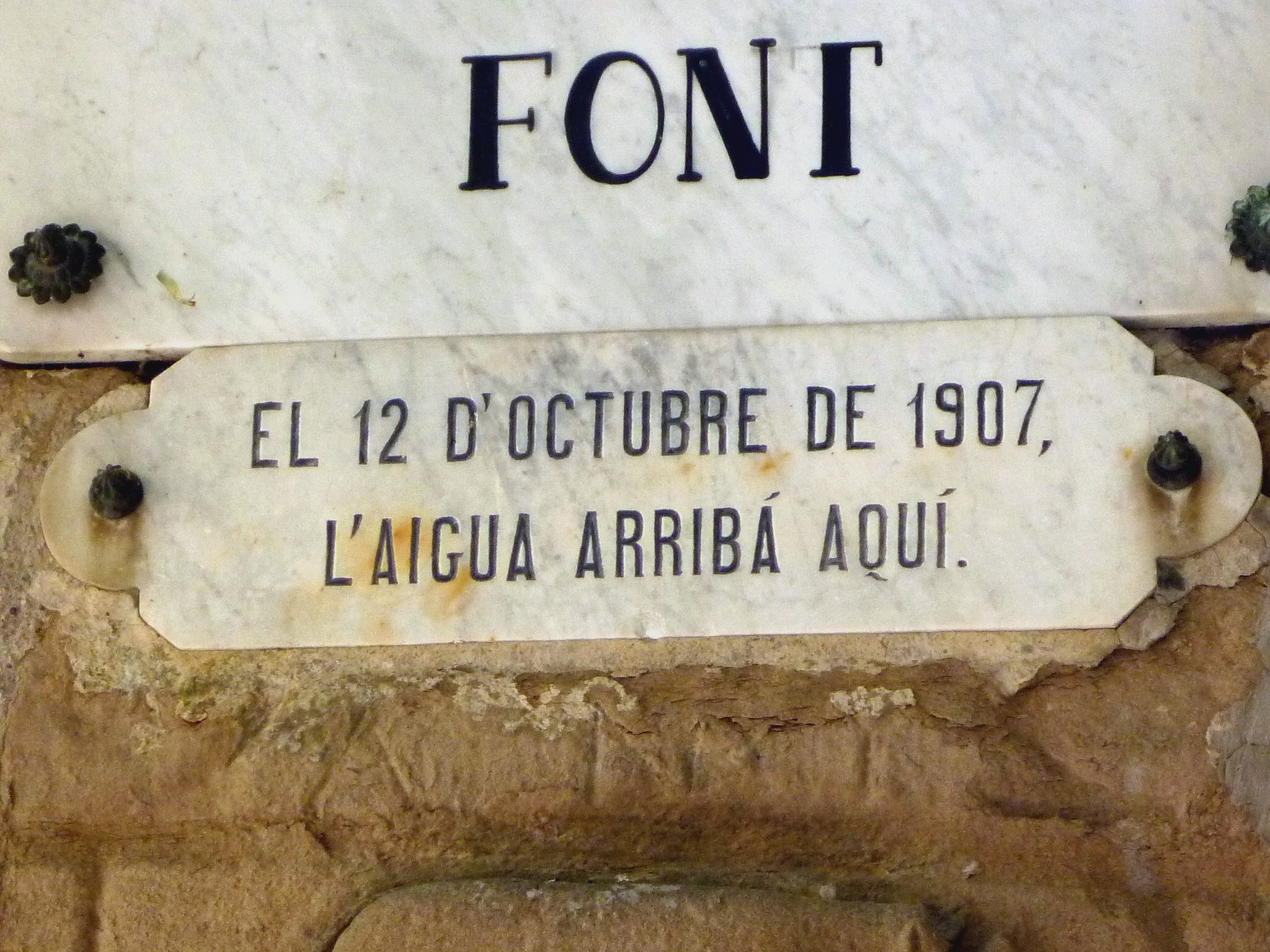
Detall de la placa de la Plaça de la Font

La plaça del Vall és el centre neuràlgic de Torà. Aquí s'hi celebren les principals festivitats de la vila com el mercat de Divendres Sant o la festa del Brut i la Bruta. A principis del segle xxi la plaça va patir una profunda remodelació que finalitzà el 2010 i fou inaugurada el 18 de setembre pel conseller d'Educació, Ernest Maragall.

## Altres
- Font dels Dolors
- Casa de la Vila
- Pou del Gel
- Cementiri
- Museu del Pa de Torà[15]

## Edificacions militars
- Castell de l'Aguda, a l'Aguda de Torà (en ruïnes, espoliat)
- Torre de Vallferosa, a Vallferosa (restaurada)
- Castell de Llanera, a Llanera (molt malmès, espoliat)

## Edificis romànics
- Monestir de Cellers, amb tres absis en creu i cripta, a Cellers (Torà)
- Església de Sant Salvador, a l'Aguda de Torà
- Església de Sant Miquel, a Fontanet
- Església de Claret, del segle xii (molt transformada)

## Edificis monumentals
- El Convent
- L'Hostal
- Església de Sant Martí, a Llanera (espoliada)
- Església de Sant Pere, a Vallferosa (espoliada)

## Festes
La festa major és el dia 1 de setembre. A l'estiu, en el solstici, són habituals revetlles populars de barri.

## Demografia
| 1497 f | 1515 f | 1553 f | 1717 | 1787  | 1857  | 1877  | 1887  | 1900  | 1910  |
| ------ | ------ | ------ | ---- | ----- | ----- | ----- | ----- | ----- | ----- |
| 140    | 92     | 196    | 914  | 1.255 | 1.969 | 1.567 | 1.499 | 1.303 | 1.309 |

| 1920  | 1930  | 1940  | 1950  | 1960  | 1970  | 1981  | 1990  | 1992  | 1994  |
| ----- | ----- | ----- | ----- | ----- | ----- | ----- | ----- | ----- | ----- |
| 1.294 | 1.567 | 1.534 | 1.511 | 1.442 | 1.335 | 1.288 | 1.181 | 1.131 | 1.131 |

| 1996  | 1998  | 2000  | 2002  | 2004  | 2006  | 2008  | 2010  | 2012  | 2014  |
| ----- | ----- | ----- | ----- | ----- | ----- | ----- | ----- | ----- | ----- |
| 1.143 | 1.174 | 1.191 | 1.220 | 1.231 | 1.327 | 1.370 | 1.367 | 1.333 | 1.202 |

| 2016  | 2018  | 2020  | 2022  | 2024  | 2026 | 2028 | 2030 | 2032 | 2034 |
| ----- | ----- | ----- | ----- | ----- | ---- | ---- | ---- | ---- | ---- |
| 1.215 | 1.244 | 1.237 | 1.224 | 1.207 | -    | -    | -    | -    | -    |

| Entitat de població | Habitants (2024) |
| Torà                | 1.111            |
| Cellers             | 30               |
| Llanera             | 28               |
| Vallferosa          | 27               |
| Sant Serni          | 22               |
| l'Aguda             | 14               |
| Fontanet            | 13               |
| Claret              | 8                |
| Font: Idescat       |                  |

## Política
Esquerra Republicana governa el municipi de Torà des del 2015. L'actual alcalde, Magí Coscollola, ja havia sigut alcalde durant mitja legislatura (2003-2005) com a independent. Durant la seva segona etapa com a alcalde ha governat primer amb el suport d'Independents de la Segarra (2015-2019) mentre que en la seva segona legislatura (2019-2023) s'ha vist recolzat per Endavant - Primàries.

### Resultats electorals a les eleccions municipals

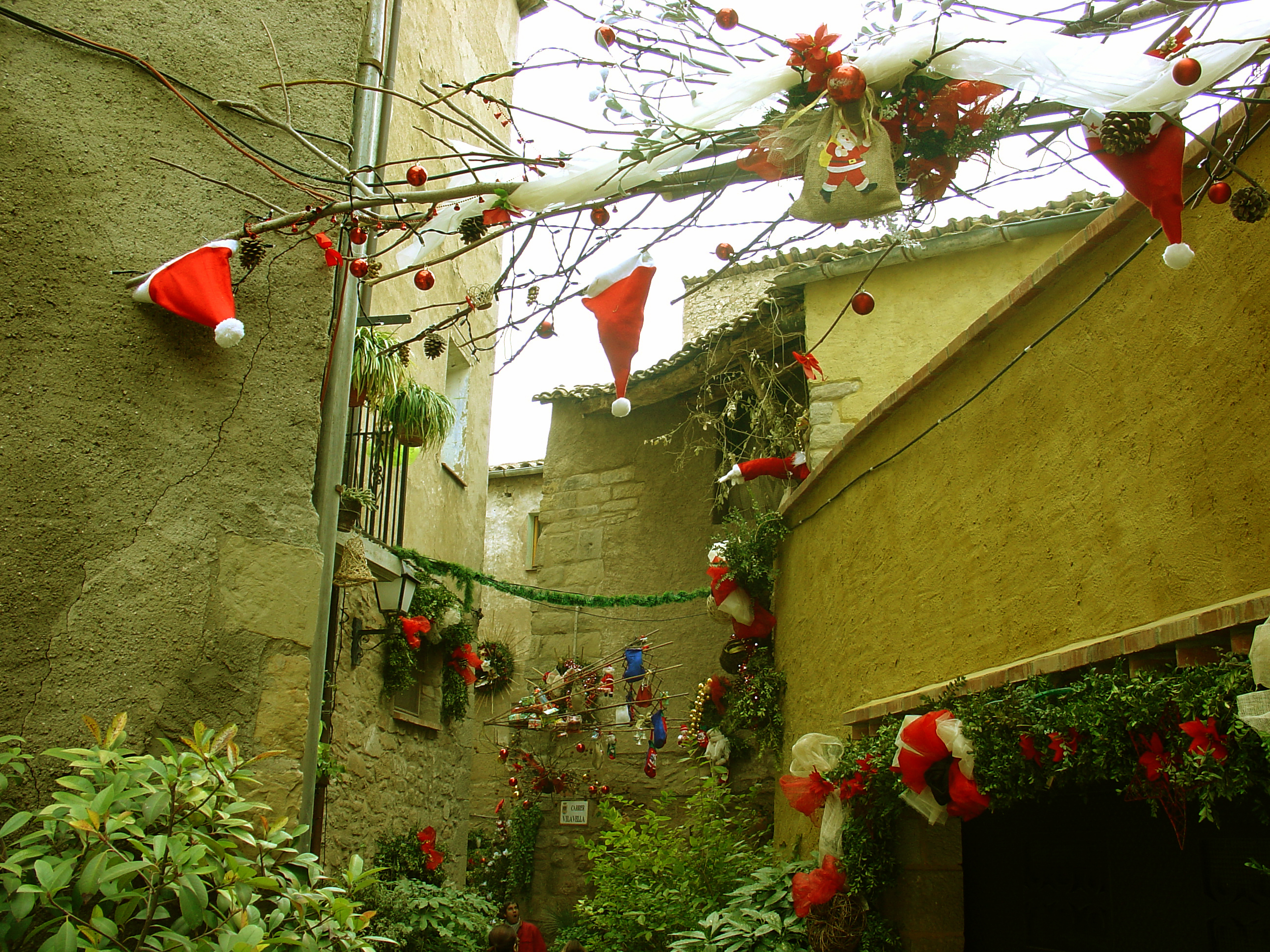
Els carrers de Torà durant les festes de Nadal

| Composició del ple municipal |      |      |      |      |      |      |      |      |      |      |      |
| Partit                       | 1979 | 1983 | 1987 | 1991 | 1995 | 1999 | 2003 | 2007 | 2011 | 2015 | 2019 |
| ERC-AM                       |      |      |      |      |      |      |      | 2    | 2    | 4    | 4    |
| CiU/JxCat                    |      |      | 9    | 9    | 9    | 6    | 4    | 6    | 5    | 2    | 3    |
| Endavant Torà - Primàries    |      |      |      |      |      |      |      |      |      |      | 2    |
| JpT-InSe                     |      |      |      |      |      |      |      |      |      | 3    |      |
| PP                           |      |      |      |      |      | 0    |      |      |      | 0    |      |
| CUP - PA                     |      |      |      |      |      | 3    | 2    | 1    | 2    |      |      |
| PxC                          |      |      |      |      |      |      |      | 0    |      |      |      |
| IT                           |      |      |      |      |      |      | 3    |      |      |      |      |
| Agrup. IND.                  | 9    | 1    |      |      |      |      |      |      |      |      |      |
| IND.                         |      | 8    |      |      |      |      |      |      |      |      |      |
| Total                        | 9    | 9    | 9    | 9    | 9    | 9    | 9    | 9    | 9    | 9    | 9    |

1. ↑   Com a AIT-AM
2. ↑  En coalició amb ERC i AM

## Toranesos notables
- Martí Esteve i Guau, polític i escriptor, conseller de finances de la Generalitat de Catalunya.
- Gil Esteve i Tomàs, bisbe de Puerto Rico.
- Pere Foix i Cases, sindicalista i escriptor.
- Pere Santamaria i Solé, mossèn, víctima màrtir durant les persecucions religioses de la Guerra Civil espanyola quan era vicari de Gironella.